# Michel Vanderborght
Michel Vanderborght (Ukkel, 6 mei 1949) is een Belgisch voormalig hockeyer.

## Levensloop
Vanderborght was actief bij Royal Léopold HC.
Daarnaast maakte hij deel uit van het Belgisch hockeyteam, waarmee hij onder andere deelnam aan de Olympische Zomerspelen van 1976 te Montreal. In totaal verzamelde hij 10 caps.
Met de Belgisch zaalhockeyploeg behaalde hij zilver op het Europees kampioenschap van 1976 in het Nederlandse Arnhem.